# Carl von Bardolff
Carl Freiherr von Bardolff (Graz, 3. rujna 1865. – Graz, 17. svibnja 1953.) je bio austrougarski podmaršal i vojni zapovjednik. Tijekom Prvog svjetskog rata obnašao je dužnost načelnika stožera 2. armije, te je zapovijedao 60. pješačkom divizijom na Istočnom i Talijanskom bojištu.

## Vojna karijera
Carl von Bardolff je rođen 3. rujna 1865. u Grazu. Rođen je obitelji sudskog službenika. Osnovnu i srednju školu humanističkog smjera pohađa u rodnom Grazu. U listopadu 1884. kao dobrovoljac stupa u vojsku u jednogodišnju službu, te služi u 4. pješačkoj pukovniji i to do rujna 1885. nakon čega je premješten u pričuvu. Od listopada 1885. studira pravo na Sveučilištu u Grazu na kojem u rujnu 1888. diplomira, a 1889. doktorira. Član je Njemačkog akademskog zbora koji kasnije postaje Akademsko društvo "Gothia" iz Graza. Po završetku školovanja započinje sa svojom profesionalnom vojnom karijerom. Reaktiviran je 1888. godine, te služi u 27. pješačkoj pukovniji gdje je u ožujku 1889. promaknut u čin poručnika. Od 1889. pohađa Ratnu školu u Beču koju završava 1891. godine. Od 1893. služi u Glavnom stožeru gdje je 1896. raspoređen u operativni odjel. 
Od 1901. zapovijeda satnijom i to najprije u 31., a potom u 63. pješačkoj pukovniji. Od studenog 1903. predaje vojnu povijest i strategiju u Ratnoj školi u Beču koju dužnost obnaša iduće tri godine, do studenog 1906., kada je ponovno raspoređen u na službu u operativni odjel Glavnog stožera. U međuvremenu je, u svibnju 1904., unaprijeđen u čin bojnika, dok čin potpukovnika dostiže u svibnju 1908. godine. U siječnju 1909. imenovan je zapovjednikom 19. pješačke pukovnije koju dužnost obnaša do prosinca 1911. godine. Tijekom službe u 19. pješačkoj pukovniji, u lipnju 1911., promaknut je u čin pukovnika. U prosincu 1911. imenovan je pobočnikom i predstojnikom vojnog ureda prijestolonasljednika nadvojvode Franje Ferdinanda. U tom svojstvu prati prijestolonasljednika na putu u Sarajevo gdje je očevidac pogibije Franje Ferdinanda u atentatu.

## Prvi svjetski rat
Nakon atentata i ukidanja prijestolonasljednikovog vojnog ureda, Bardolff je uzeo dulji odmor. Međutim, nakon objave mobilizacije zatražio je da mu se dodijeli zapovjedništvo na bojištu. Početkom kolovoza 1914. imenovan je zapovjednikom 29. pješačke brigade koja se nalazila u sastavu 4. armije na Istočnom bojištu. Zapovijedajući istom sudjeluje u Galicijskoj bitci, tijekom koje je 27. rujna 1914. imenovan načelnikom stožera 2. armije kojoj je zapovijedao Eduard von Böhm-Ermolli. Kada je na osnovi jedinica 2. armije u svibnju 1915. formirana Grupa armija Böhm-Ermolli uz dužnost načelnika stožera 2. armije obnaša i dužnost načelnika stožera te grupe armija. U ožujku 1915. promaknut je u čin bojnika, a te iste godine zajedno s 2. armijom sudjeluje u Karpatskoj ofenzivi i borbama u istočnoj Galiciji. Tijekom 1916. sudjeluje u zaustavljanju Brusilovljeve ofenzive, a tijekom 1917. suzbijanju Kerenskijeve ofenzive.
U ožujku 1918. unaprijeđen je u čin podmaršala, te imenovan zapovjednikom 60. pješačke divizije zamijenivši na tom mjestu Ludwiga Goigingera. Navedenom divizijom koja se nalazila na Talijanskom bojištu zapovijeda do listopada 1918. kada je imenovan načelnikom uprave za hranu i odjeću ministarstvu rata. Navedenu dužnost obnaša do kraja rata.

## Između dva rata
Nakon završetka rata Bardolff u veljači 1919. napušta vojsku, te je s 1. travnjem 1919. umirovljen. U početku radi kao pripravnik u Gröbmingu u Štajerskoj, nakon čega od 1921. do 1932. radi u gospodarstvu. Također, piše za političke vojne i časopise. Iako monarhist od 1930-tih pa nadalje simpatizira nacionalsocijalizam. Od 1932. do 1937. predsjednik je Njemačkog narodnog vijeća u Austriji, a u to isto vrijeme predsjednik je Njemačkog kluba u Beču, sjedišta njemačkog nacionalnog pokreta u prvoj austrijskoj republici.
Nakon Anschlussa, u travnju 1938. postaje poslanikom u njemačkom Reichstagu. Prije toga, 12. ožujka 1938, pridružuje se odredima SA s činom oberführera. Tog istog mjeseca dobiva i počasni čin general poručnika s kojim činom je u kolovozu raspoređen u pričuvu Wehrmachta. Iduće, 1939. godine u kolovozu, na 25-godišnjicu njemačke pobjede u Bitci kod Tannenberga dodijeljen mu je počasni čin generala pješaštva. U tom razdoblju član je nadzornog odbora u više trgovačkih društava. Također, počasni je sudac pri Njemačkoj fronti rada, predsjednik je bečkog odjela Njemačko-japanskog društva, te počasni predsjednik Njemačkog društva za obrambenu politiku i obrambene znanosti.

## Nakon završetka Drugog svjetskog rata
Po završetku Drugog svjetskog rata Bardolff je uhićen i zatvoren. Austrijske vlasti su mu zabranile pisanje i objavljivanje knjiga. Živio je u Grazu koji je bio dio britanske okupacijske zone u kojem je i preminuo 17. svibnja 1953. u 88. godini života. Pokopan je u Beču na groblju Hietzinger.

## Vanjske poveznice
(njem.) Carl von Bardolff na stranici Archivinformationssystem.at

(eng.) Carl von Bardolff na stranici Austro-hungarian-army.co.uk

(eng.) Carl von Bardolff na stranici Field commanders of Austria-Hungary

(eng.) Carl von Bardolff na stranici Historica Wiki.com

(eng.) Carl von Bardolff na stranici Armedconflicts.com